# 1998 KY61
1998 KY61, também escrito como 1998 KY61, é um objeto transnetuniano (TNO) que está localizado no cinturão de Kuiper, uma região do Sistema Solar. Este corpo celeste é classificado como um cubewano. Ele possui uma magnitude absoluta (H) de 7,3 e, tem um diâmetro estimado com cerca de 153 km, por isso é pouco provável que possa ser classificado como um planeta anão, devido ao seu tamanho relativamente pequeno.

## Descoberta
1998 KY61 foi descoberto no dia 29 de maio de 1998 pelo astrônomo G. Bernstein.

## Órbita
A órbita de 1998 KY61 tem uma excentricidade de 0.050 e possui um semieixo maior de 44.213 UA. O seu periélio leva o mesmo a uma distância de 42.021 UA em relação ao Sol e seu afélio a 46.405.